# Dénes Lengyel
Dénes Lengyel (n. 7 august 1910, Bățanii Mici, România – d. 19 iulie 1987, Budapesta, Republica Populară Ungară) a fost un scriitor, istoric literar și pedagog maghiar. A fost nepotul poetului și jurnalistului Elek Benedek (1859-1929) și soțul etnografei Ágnes Kovács (1919-1990). Fiul lui este economistul și politologul László Lengyel.

## Viața și activitatea
În 1932 a absolvit studii de filologie maghiară, latină și franceză la Budapesta. Între anii 1935 și 1952 a lucrat ca profesor de liceu la Budapesta. Din 1952 până în 1961 a fost șef al departamentului de limba maghiară al Institutului Pedagogic Central din Budapesta, iar până la pensionarea sa, în 1970, a fost director adjunct al Muzeului Literar Petőfi.
În scrierile sale pedagogice a abordat aspectele metodologice ale predării literaturii. A editat colecția Mari poeți maghiari (Nagy Magyar Költők) și a popularizat creațiile artiștilor celebri ai secolului al XIX-lea. A fost unul dintre editorii ediției critice a operelor lui Mór Jókai. Ultima lucrare importantă din viața lui a fost cartea Régi Magyar Mondák, una dintre scrierile sale de mare succes.

## Lucrări
Printre lucrările publicate de Dénes Lengyel se numără următoarele:
- Ovidius és a francia renaissance (Budapesta, 1933)
- La Fontaine (Budapesta, 1963)
- A fogalmazás tanítása a középiskolában (Budapesta, 1965)
- Jókai Mór (Budapesta, 1968)
- Benedek Elek (Budapesta, 1974)
- Régi magyar mondák (Budapesta, 1972)
- Irodalmi kirándulások (Budapesta, 1974)
- Magyar mondák a török világból és a kuruc korból (Budapesta, 1975)
- Így élt Jókai Mór (Budapesta, 1975)
- Kossuth Lajos öröksége. Mondák a 18. és 19. századból (Budapesta, 1977)
- Új élet hajnalán (povești istorice; Budapesta, 1979)
- Ókori bölcsek nyomában (1981)
- Újkori bölcsek nyomában (Budapesta, 1987)
- Régi Magyar Mondák (1972)

## Legături externe
- Zay László. „Lengyel Dénes öröksége”. Élet és Irodalom (1987/36).
- Dömötör Tekla. „Lengyel Dénes”. Ethnographia (1988/3-4).(bibliográfiával)